# Campiglossa saltoria
Campiglossa saltoria este o specie de muște din genul Campiglossa, familia Tephritidae. A fost descrisă pentru prima dată de Munro în anul 1951. Conform Catalogue of Life specia Campiglossa saltoria nu are subspecii cunoscute.